# Amniataba percoides
Amniataba percoides är en fiskart som först beskrevs av Günther, 1864.  Amniataba percoides ingår i släktet Amniataba och familjen Terapontidae. Inga underarter finns listade i Catalogue of Life.